# Forest Lake (Illinois)
Forest Lake – jednostka osadnicza w Stanach Zjednoczonych, w stanie Illinois, w hrabstwie Lake.